# Natalie Gold
Natalie Gold (Miami, 17 agosto 1976) è un attrice statunitense.

## Carriera
È conosciuta per aver interpretato il ruolo principale di Rava Roy nella serie Succession.

## Filmografia

### Cinema
- The International, regia di Tom Tykwer (2009)

- Amore & altri rimedi (Love and Other Drugs), regia di Edward Zwick (2010)

- Birdman, regia di Alejandro González Iñárritu (2014)
- Collateral Beauty, regia di David Frankel (2016)
- Crazy Night - Festa col morto (Rough Night), regia di Lucia Aniello (2017)
- La seconda vita di Anders Hill (The Land of Steady Habits), regia di Nicole Holofcener (2018)

### Televisione
- Law & Order: Criminal Intent - serie TV, 3 episodi (2003-2011)
- Senza traccia (Without a Trace) - serie TV, episodio 4x01 (2005)
- Law & Order - I due volti della giustizia (Law & Order) - serie TV, episodi 16x17, 22x12 (2006, 2023)
- The Good Wife - serie TV, episodio 1x07 (2009)
- Rubicon - serie TV, 7 episodi (2010)
- Alpha House - serie TV, 15 episodi (2013-2014)
- Killing Kennedy - film TV, regia di Nelson McCormick (2013)
- The Leftovers - Svaniti nel nulla (The Leftovers) - serie TV, 5 episodi (2014-2017)
- The Americans - serie TV, 2 episodi (2014)
- Elementary - serie TV, episodio 3x21 (2015)
- Succession - serie TV, 15 episodi (2018-2023)
- Sneaky Pete - serie TV, episodio 2x01 (2018)
- The Walking Dead: World Beyond - serie TV, 12 episodi (2020-2021)
- New Amsterdam - serie TV, episodio 2x18 (2020)
- East New York - serie TV, 3 episodi (2022-2023)
- Bull - serie TV, episodio 6x15 (2022)
- Wu-Tang: An American Saga - serie TV, episodio 3x10 (2023)
- American Horror Stories - serie TV, episodio 3x05 (2024)

## Doppiatrici italiane
Nelle versioni in italiano dei suoi lavori, Natalie Gold è stata doppiata da:
- Gea Riva in Law & Order: Criminal Intent (ep. 3x02), Succession (st. 1)
- Olivia Manescalchi in Law & Order: Criminal Intent (ep. 4x23)
- Angela Brusa in Law & Order: Criminal Intent (ep. 10x08)
- Jolanda Granato in The Good Wife
- Carolina Zaccarini in Elementary
- Paola Majano in The Leftovers - Svaniti nel nulla
- Selvaggia Quattrini in The Americans
- Laura Proscio in Sneaky Pete
- Benedetta Ponticelli Succession (st. 3-4)
- Anna Cugini in The Walking Dead: World Beyond
- Valentina Mari in American Horror Stories